# Gum-Nebel

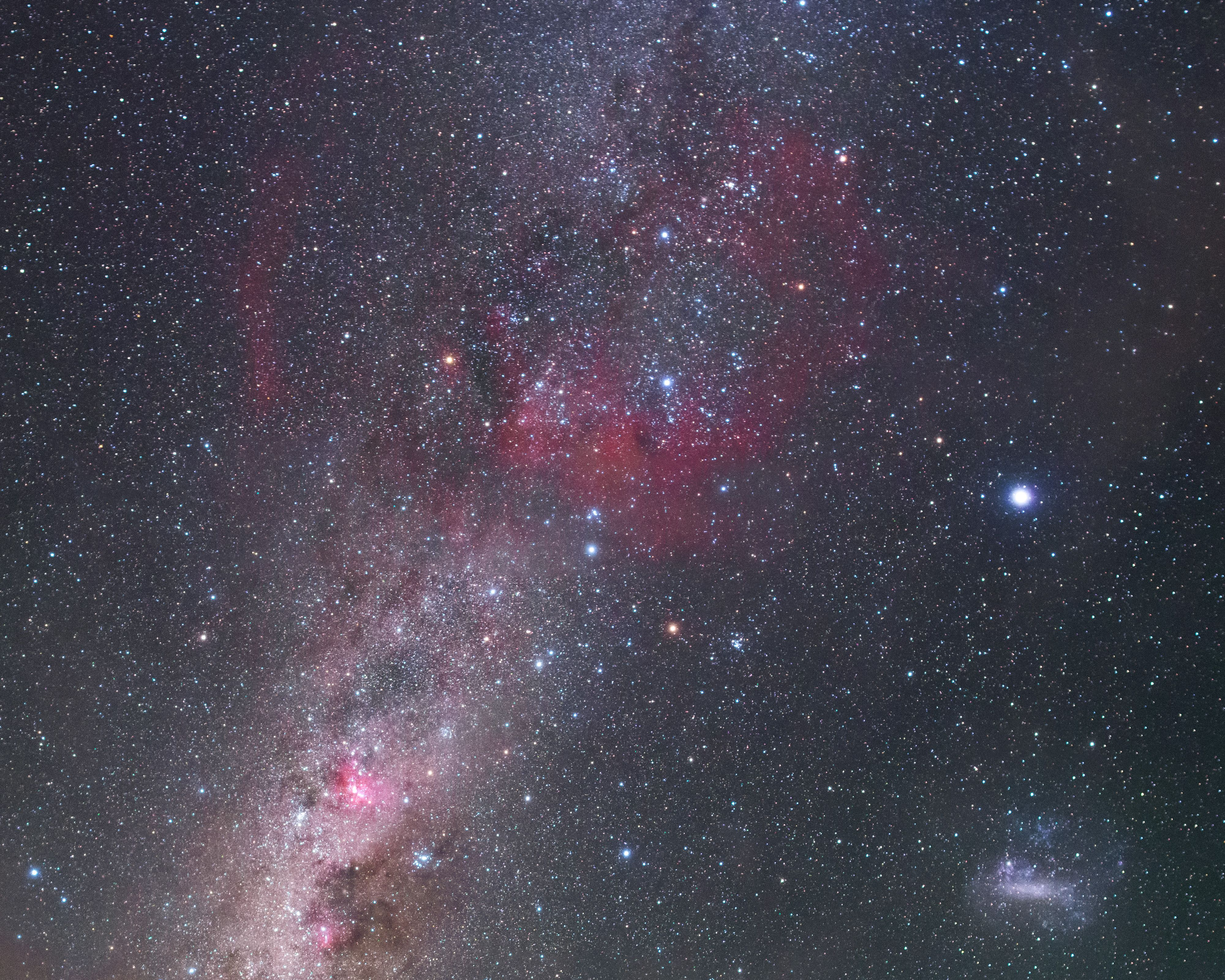
Gum-Nebel

Der Gum-Nebel (Gum 12) ist ein Emissionsnebel, der sich in den südlichen Sternbildern Vela und Puppis befindet. Mit einem scheinbaren Durchmesser von 40° ist er der Nebel mit der größten Winkelausdehnung am Nachthimmel.

## Details
Der Nebel wurde nach seinem Entdecker, dem australischen Astronom Colin Stanley Gum benannt, der seine Entdeckung im Jahre 1955 in seiner Arbeit A study of diffuse southern H-alpha nebulae (Studie über diffuse südliche H-alpha-Nebel) veröffentlichte.

### Astronomischer Kontext
Der Gum-Nebel hat eine annähernd sphärische Ausdehnung, wobei sich der uns nähergelegene Rand in 450 Lichtjahren Entfernung befindet, während der uns abgewandte Rand 1500 Lichtjahre von uns entfernt ist. 
Es wird angenommen, dass der Gum-Nebel ein bereits stark ausgedehnter und mit etwa 20 km/s weiter expandierender Supernovaüberrest ist, dessen Ursprung in einer Explosion liegt, die über eine Million Jahre zurückliegt. 
Innerhalb des Nebels liegt die Vela-OB2-Assoziation, deren heiße Sterne den Nebel zum Leuchten anregen. Außerdem enthält das Objekt den Vela-Supernovaüberrest und den Vela-Pulsar, die beide jedoch mit einem Alter von 10.000 Jahren deutlich jünger als der umgebende Gum-Nebel sind.
Weitere Objekte innerhalb des Gum-Nebels
- NGC 2451
- NGC 2477
- RCW 27 (Gum 14)
- RCW 33 (Gum 17)
- RCW 38 (Gum 23)
- RCW 40 (Gum 25)

Sterne
- γ Velorum
- λ Velorum
- δ Velorum
- ζ Puppis

### Beobachtung
Aufgrund seiner südlichen Lage ist der Gum-Nebel von Mitteleuropa aus nicht zu beobachten. Von der Südhalbkugel aus ist er wegen seiner großen Flächenausdehnung und der daraus resultierenden schwachen relativen Helligkeit zum Sternenhimmel nur schwer auszumachen oder nur astrofotografisch zu beobachten.

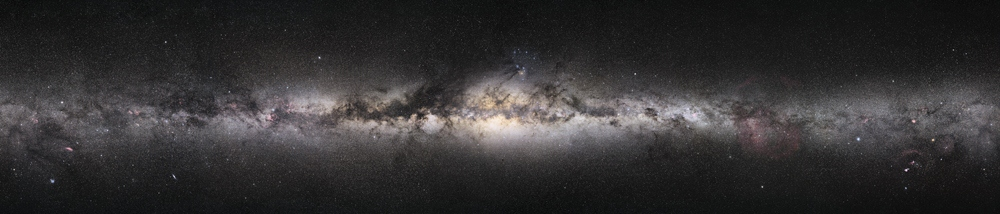
Fotomosaik des Milchstraßenbandes. Der Gum-Nebel ist als rötlicher Schimmer zwischen der Mitte und dem rechten Bildrand zu erkennen.